# George Gershwin
George Gershwin, geboren als Jacob Gershowitz (New York, 26 september 1898 – Hollywood, 11 juli 1937), was een Amerikaans componist, pianist, dirigent en kunstschilder. Hij wordt algemeen beschouwd als een van de grootste Amerikaanse componisten. Gershwin is de componist die er beter dan wie ook in slaagde een synthese tot stand te brengen van de vroeg-20e-eeuwse klassieke muziek, de Amerikaanse volksmuziek (blues, spiritual, jazz) en de vroeg 20e-eeuwse amusementsmuziek. Hij werkte veel samen met zijn oudere broer Ira, die songteksten schreef.
De vader van Gershwin, Morris, heette eigenlijk Gershovitz en was een Joods-Russische immigrant uit Sint-Petersburg die in 1890 naar New York emigreerde om daar een nieuw bestaan op te bouwen. Al op heel jonge leeftijd werkte Gershwin als plugger in New York. In die tijd kreeg hij les van Charles Hambitzer en Edward Kilenyi, later nog muziektheorie, instrumentatieles, orkestdirectie, harmonie en contrapunt en muziekgeschiedenis van onder anderen Joseph Schillinger, Henry Cowell en Wallingford Riegger.
Gershwins werken omvatten onder meer de Rhapsody in Blue (1924) voor piano en jazzband, Concerto in F (1925), An American in Paris (1928), Second Rhapsody (1931) en Porgy and Bess (1935). De Rhapsody in Blue, Gershwins bekendste stuk en een afspiegeling van de roaring twenties met zijn vele jazzbands, is een mengeling van jazzmelodieën, dansritmes, blues en symfonische elementen. Gershwins werk is, naast de Amerikaanse volksmuziek en de jazz, beïnvloed door de Franse impressionisten en de Groupe des Six. Zijn opera Porgy and Bess uit 1935, met beroemde liederen en jazzstandards als Summertime, Bess, You Is My Woman, It Ain't Necessarily So en I Got Plenty o' Nuttin', wordt algemeen beschouwd als zijn meesterwerk en een mijlpaal in zijn ontwikkeling.
Hij is door zijn onmiskenbare stijl een bron van inspiratie geweest voor componisten als Stravinsky, Ravel en Honegger en een hele generatie jonge Amerikaanse componisten. Gershwin overleed op 38-jarige leeftijd aan de gevolgen van een hersentumor.

## Levensloop

### Jeugd
Toen vader Gershwin (rond 1894 veranderde hij zijn achternaam in Gershvin en George op zijn beurt in 1920 in Gershwin) een piano aanschafte voor Ira, was het George die niet achter het instrument was weg te slaan.
Afgezien van de piano was het enige contact dat Gershwin met muziek had de liedjes op straat en de platte theaterdeuntjes. Contact met een 'ander' soort muziek, de Humoreske van Antonín Dvořák, kreeg hij van zijn jeugdvriend Max Rosenzweig (Max Rosen). Op 12-jarige leeftijd kreeg Gershwin pianoles van de operettecomponist Charles Hambitzer. Tussen 1919 en 1921 gevolgd door harmonie- en compositielessen van de Hongaarse violist en dirigent Edward Kilenyi.

### 1914-1916: Tin Pan Alley
Door zijn vorderingen op piano kon hij op 15-jarige leeftijd al een betrekking aannemen als plugger bij uitgeverij Remick & Co in New York, gespecialiseerd in amusementsmuziek. Tot zijn taak behoorde: het selecteren van binnenkomende 'muzikale post' zoals aanvragen van componisten en/of tekstdichters om muziek uit te geven en het op piano begeleiden – uiteraard à vue – van zangers en zangeressen die dergelijke nieuwe composities wilden doornemen of voorzingen. In deze functie ontwikkelde Gershwin zijn vaardigheid om te improviseren. Remick en nog andere muziekuitgeverijen waren gevestigd in de 28e straat, die vanwege de herrie van verschillende liedjes wel eens gekscherend Tin Pan Alley werd genoemd. Het was het hoofdkwartier van de Amerikaanse muziekindustrie en in deze buurt leerde Gershwin het vak 'amusementscomponist' grondig kennen. In 1916, op 17-jarige leeftijd, bracht hij zijn eerste liedje uit, When You Want 'Em, You Can't Get 'Em, When You Got 'Em, You Don't Want 'Em op tekst van Murray Roth. In Tin Pan Alley maakt Gershwin kennis met collega-componisten als Irving Berlin, Jerome Kern en Sigmund Romberg.

### 1916-1923: Broadway
Het eerste grote succes kreeg Gershwin in 1918 met het nummer Swanee, wat een hit werd door 'blackface' artiest Al Jolson. In 1919 schreef Gershwin – als opdracht van Kilenyi – een strijkkwartet, met als titel Lullaby. Het was zijn eerste stap op het serieuze vlak. Hij was inmiddels in dienst van uitgeverij Harms als bezoldigd componist en de eerste operette waar hij enkele liedjes voor schreef was La, La, Lucille (1919). Vanaf toen tot en met Let 'Em Eat Cake uit 1933 was er in de Amerikaanse theaters altijd minstens één revue, show of musical van Gershwin in productie. Van 1921 tot en met 1924 schreef Gershwin de muziek voor de beroemde jaarlijkse revue Scandals, die in New York door George White werd gemonteerd. Een hoogtepunt daarin is de Scandals of 1922, waarin de eenakter Blue Monday zat, een opera in één bedrijf van Gershwin, gezongen door zwarte artiesten. Een voorbode van Porgy and Bess.

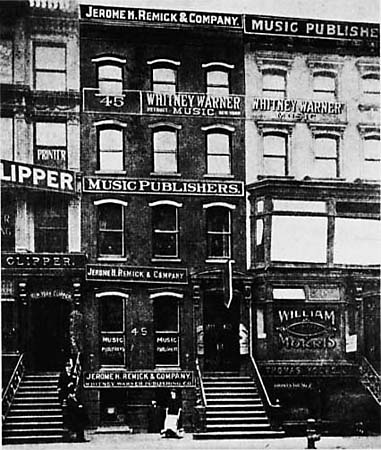
Tin Pan Alley in de tijd dat Gershwin werkte bij Remick and Co

Op 1 november 1923 voerde de Frans-Canadese concertzangeres Eva Gauthier enkele liedjes uit van Gershwin op een liederenrecital in de Aeolian Hall te New York. Zijn eenvoudig klinkende, maar boeiende liedjes hielden stand naast klassieke aria's van Bartók, Hindemith, Milhaud en Schönberg.

### De weg naar serieuze muziek
De bekende Amerikaanse bandleider Paul Whiteman, die 'Scandals of 1922' had gedirigeerd, zocht naar een manier om de opkomende (nieuwe) muziek, jazz, in de concertzaal te introduceren. Hij wordt door zijn pogingen de vader van de zogenaamde symfonische jazz genoemd. Een naam die, op de keper beschouwd, verkeerd gekozen is, want jazz is geïmproviseerde muziek en in symfonische muziek is alles vastgelegd, daar is geen ruimte voor improvisatie.
Whiteman inspireerde in ieder geval Gershwin in 1923 tot het schrijven van de fameuze Rhapsody in Blue, een symfonisch werk voor piano en symfonische bigband. Het werk moest door Ferde Grofé worden georkestreerd, omdat hij de vaste arrangeur was van het Whiteman Orkest en daardoor precies wist wat de individuele capaciteiten van de orkestleden waren. Elk (jazz)orkest had in die tijd zijn eigen vaste arrangeur. In 1942 heeft Grofé ook een orkestratie voor symfonieorkest geschreven en het is die versie die enorm populair geworden is in de concertzaal. Het werk opende voor Gershwin de deuren van de serieuze concertzalen en maakte hem wereldberoemd.
Reeds een jaar later nodigde Walter Damrosch, dirigent van het New York Symphony Society orkest, Gershwin uit voor het schrijven van een pianoconcert. Dit werk, het beroemde Concerto in F, werd in 1925 in de Carnegie Hall ten doop gehouden. Solist in de virtuoze solopartij was Gershwin zelf. Aangezien Gershwin zo veel verplichtingen op Broadway had, verhinderde dat hem om zich intensief bezig te houden met het schrijven van serieuze composities. Talloze pianisten en orkesten hebben het uitgevoerd of op plaat opgenomen. Onder andere de uitvoeringen van Julius Katchen met het London Philharmonic Orchestra onder leiding van István Kertész en van Morton Gould met zijn eigen orkest, behoren volgens biograaf Howard Pollack tot de beste uitvoeringen.

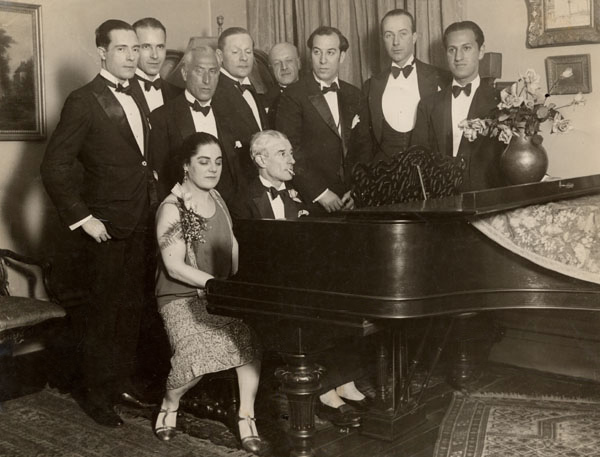
7 maart 1928: achter de piano Maurice Ravel, naast hem zit Eva Gauthier en helemaal rechts George Gershwin

Tijdens een verblijf in Europa in 1927 en 1928, waar hij verschillende Europese steden als Londen, Parijs en Wenen aandeed, maakte hij de eerste schetsen voor zijn orkestwerk An American in Paris. Hij maakte tijdens die trip kennis met Maurice Ravel, Igor Stravinsky, Darius Milhaud, Francis Poulenc, Nadia Boulanger en Serge Prokofiev, die allen geporteerd waren van zijn composities. Gershwin, van nature erg leergierig, vroeg aan verschillende collega-componisten of hij les van hen kon krijgen. De antwoorden waren altijd afwijzend, maar wel respectvol. Het antwoord van Ravel was: "Waarom zou u een tweederangs Ravel worden, terwijl u reeds een eersteklas Gershwin bent?" Dezelfde vraag stelde Gershwin later aan Stravinsky, waarop Stravinsky aan hem vroeg hoeveel hij verdiende. Gershwin noemde een bedrag van zes cijfers waarop Stravinsky toen zei: "Dan kan ik beter bij jou studeren." Toen Gershwin op 14 december 1929 in Carnegie Hall een jeugdconcert verzorgde met het New York Philharmonic (in de serie Young People's Concert, beroemd geworden door Leonard Bernstein) en daarin zijn Rhapsody in Blue uitvoerde onder leiding van organisator, componist en dirigent Ernest Schelling, was de Russische componist Alexander Glazounov aanwezig met zijn vriend, de pianist Vladimir Drozdoff. Glazounov vond de Rhapsody verschrikkelijk lelijk en Drozdoff nam hem na afloop mee naar de kleedkamer van Gershwin, die zeer vereerd was met het hoge bezoek. Gershwin vroeg – via Drozdoff – of hij instrumentatieles kon krijgen van Glazounov, want dat was zijn diepste wens. Glazounov keek met een minderwaardige blik naar Gershwin en zei tegen Drozdoff in het Russisch: "Hij wil instrumentatieles van mij krijgen, terwijl hij niet eens weet wat contrapunt is?" Drozdoff heeft het niet letterlijk vertaald voor Gershwin, maar schijnt het iets positiever gebracht te hebben.
In augustus 1929 werd in het Lewisohn Stadium te New York het eerste Gershwinfestival georganiseerd, een concert met uitsluitend zijn muziek. In 1932 schreef Gershwin in opdracht van Serge Koussevitzky, dirigent van het Boston Symfonie Orkest, een werk voor piano en orkest, de Second Rhapsody. Koussevitzky voerde het werk in Boston uit met Gershwin aan de piano. Het werk werd niet zo positief ontvangen als de Rhapsody in Blue en het Concerto in F. De Second Rhapsody is een compleet ander werk. Het is technisch veel beter en heeft een heel fantasievolle instrumentatie van Gershwin zelf. Het stuk wordt tegenwoordig vaker in de VS dan in Europa uitgevoerd. Na een korte vakantie op Cuba in 1932 schreef Gershwin het orkestwerk Rhumba, later door Gershwin Cuban Overture genoemd. Het is een stuk met veel Zuid-Amerikaanse ritmes en Cubaanse slaginstrumenten dat geregeld op de Europese podia te horen is.

### Porgy and Bess
Nadat Gershwin eind 1933 niet zo veel verplichtingen meer had op Broadway en veel concerten overliet aan zijn vriend pianist Oscar Levant, begon hij met het componeren van zijn opera Porgy and Bess. Het was geen opdracht. Gershwin liep al lange tijd met dat idee rond sinds hij in 1926 het boek Porgy van DuBose Heyward had gelezen. De Metropolitan Opera te New York was geïnteresseerd in Porgy en bood Gershwin een voorschot van 5000 dollar. Hij ging daar niet op in. Er werd een contract getekend met het New York Theatre Guild, dat ook de toneelversie van Porgy op de planken had gebracht. Het contract werd getekend op 26 oktober 1933.
Gershwin voltooide de opera op 2 september 1935. Elf maanden nam het componeren in beslag en negen maanden de instrumentatie. Gershwin liet niets aan het toeval over, hij beschouwde het werk als zijn beste tot dan toe. Tot zijn teleurstelling werd het geen groot succes. De mensen die gekomen waren voor de zoveelste 'Gershwinmusical', kregen een te ambitieuze productie voorgeschoteld en degenen die een serieus traditionele opera hadden verwacht, werden geconfronteerd met een Broadway-achtig spektakelstuk. Het publiek kon niet vermoeden dat critici Porgy and Bess zouden gaan zien als een van de belangrijkste opera's van de 20ste eeuw. Het muzikale niveau waarover veel critici na verschijning lovend waren, is in grote mate te danken aan Gershwins ontmoetingen met collega-componisten gedurende de diverse reizen die hij in de jaren 20 en 30 ondernam.
Na de première op 30 september in het Colonial Theatre te Boston vertrok de hele cast naar het Alvin Theatre in New York waar de Broadway-première op 10 oktober plaatsvond. Daarna volgden steden als Detroit, Pittsburgh en Chicago. De voorstellingen in Washington veroorzaakten een complete sociale 'revolutie' in de Amerikaanse theatergeschiedenis. Voor het eerst werden er zwarte mensen toegelaten tot de voorstellingen in het National Theatre. De rassenvooroordelen werden even opzij geschoven. Zwarte en witte mensen zaten naast elkaar te kijken en te luisteren naar hetzelfde stuk.
Na Gershwins dood werd Porgy and Bess een groot succes. Veel liederen uit de opera zijn jazzstandards geworden. Er zijn vele opnamen verschenen. Een verfilming werd in 1959 gemaakt door regisseur Otto Preminger met Sidney Poitier, Dorothy Dandridge en Sammy Davis jr. in de hoofdrollen. In 1972, toen de rechten van producent Samuel Goldwyn verlopen waren, lieten Ira en zijn vrouw Leonore deze "slechte 'Hollywoodversie" uit de handel nemen. De film mag niet meer vertoond worden en elke kopie die nog gevonden wordt, moet direct vernietigd worden. De reden hiervoor is dat Goldwyn en Preminger van de opera een musical hadden gemaakt: alle dialogen worden gesproken, alleen de liederen worden gezongen.

### Beverly Hills
In 1936 verhuisde Gershwin, samen met Ira en Leonore, naar Beverly Hills, omdat hij van RKO opdracht kreeg een paar filmmusicals te maken: Shall We Dance en A Damsel in Distress. Hij werd in Beverly Hills buurman van Arnold Schönberg, met wie hij een heel vriendschappelijke band onderhield. Ze kwamen bij elkaar over de vloer, tennisten vaak en kletsten met wederzijds respect over muziek. Gershwin heeft zich echter nooit thuis gevoeld in Hollywood. Vanaf de eerste dag dat hij er woonde, verlangde hij terug naar New York, als geboren en getogen Brooklynner. Zijn laatste orkestwerk, afgezien van de ouvertures en instrumentale entre'acts van de filmmusicals, was de Suite Porgy and Bess, in 1958 door Ira omgedoopt tot Catfish Row en als zodanig bekend gebleven. De dag voor zijn dood werd Gershwin benoemd tot lid van de Academia Sancta Caecilia te Rome.

## Betekenis en belang van zijn muziek
Gershwin groeide op in een Joods middenklassengezin in de Lower East Side en in Harlem, begin 20e eeuw, destijds een smeltkroes van immigranten waar alle soorten muziek gezongen en gespeeld werd, van Amerikaanse populaire muziek (revues en musicals) tot en met lichte Europese muziek (operette, wals- en marsmuziek) en serieuze Europese muziek (Bach, Beethoven, Liszt, Tsjaikovski en Debussy).
Toen Gershwin als plugger begon, componeerde hij zelf al en was hij goed op de hoogte van de geschiedenis van de Europese muziek. Gershwin had een heel brede smaak, hij hield van de strijkkwartetten van Paul Hindemith maar ook van het werk van Harold Arlen, Alban Berg en Art Tatum. Veel respect had Gershwin voor Irving Berlin, de componist van Alexander's Ragtime Band (1911). Hij vond Berlin een genie, een zeer kundig componist. Hij beschouwde hem als de Amerikaanse Schubert, de "vierde B", de componist die voor alle anderen de weg geplaveid had en waarvan hij ook de nodige inspiratie had gekregen.
Gershwin besloot van het begin af aan niet alleen de Amerikaanse volksmuziek in zijn eigen muziek toe te passen, maar ook actief te zijn op het gebied van de Amerikaanse volksmuziek zelf, de musical, daarbij gebruikmakend van radio en film. Hij bracht op deze manier de Amerikaanse musical op een artistiek dermate hoog niveau dat hij op zijn beurt deze getransformeerde volkstaal kon toepassen op klassieke vormen als prelude, pianoconcert en opera. Door de opkomst van de jazz als typisch Amerikaanse muziek en de enorme populariteit van de (Amerikaanse) musical was het precies de juiste tijd voor Gershwin om deze genres in zijn eigen muziek te integreren. Daarnaast was de basis reeds gelegd door mensen als Irving Berlin, Cole Porter, Ferde Grofé, James P. Johnson, Richard Rodgers, Duke Ellington en Fats Waller.
Gershwin bezat de kunst om zoveel mogelijk stijlen en compositietechnieken in zich op te nemen: De meesterwerken uit de muziekgeschiedenis vanaf de renaissance tot aan zijn eigen tijd, de Amerikaanse populaire muziek en de Amerikaanse volksmuziek waarvan de oorsprong is gelegen in de Ierse, Engelse, Aziatische, Latijns-Amerikaanse, Joodse, Spaanse en zwarte gemeenschappen. Zijn muziek bleef altijd persoonlijk en reflecteerde altijd zijn eigen zienswijze op dingen en de maatschappij. In dat licht zag Gershwin zichzelf als geestverwant van Mozart en Chopin.
Over de betekenis van Gershwin in de muziekgeschiedenis zegt Arnold Schönberg, vriend en bewonderaar van Gershwin, het volgende: 

Voor mij is hij kunstenaar geweest, een componist met nieuwe muzikale ideeën – en die ideeën waren nieuw, net als de manier waarop hij ze vertolkte. Wat hij heeft gedaan met ritme, harmonie en melodie is niet alleen een kwestie van stijl. Het is wezenlijk anders dan het maniërisme van menig serieuze componist. Zulk soort maniërisme is gebaseerd op kunstmatige hypothesen, die het resultaat zijn van speculatie en conclusies op grond van trends en oogmerken die op een gegeven moment onder componisten van eenzelfde generatie in zwang zijn. Zulk soort stijl is een oppervlakkige combinatie van kunstgrepen, toegepast op een minimum van ideeën. [...] Zulk soort muziek zou je uit elkaar kunnen halen en op een zelfde manier weer in elkaar kunnen zetten, met als resultaat een zelfde onbenulligheid, maar dan door een ander maniërisme tot uiting gebracht. Met de muziek van Gershwin zou dat niet kunnen. [...] Voor mij is hij kunstenaar en componist; hij vertolkte muzikale ideeën - en die waren nieuw, evenals de manier waarop hij ze vertolkte.

Gershwin worstelde zelf af en toe met dat probleem om een onderscheid te maken tussen zijn muziek voor het populaire podium en zijn serieuze werk. In de praktijk echter bestond er geen strakke lijn tussen deze twee werkvelden. Hij schreef zijn twee opera's voor het Broadwaypodium en zijn Rhapsody in Blue (1924) en zijn An American in Paris (1928) vonden hun weg naar revues en musicalcomedy's. Omgekeerd vond zijn Second Rhapsody (1931), een van zijn progressiefste concertwerken en geschreven als onderdeel van de musicalcomedy Delicious, de weg naar het concertpodium. Alhoewel zijn opera's en zijn orkestwerken zijn meest ambitieuze werken zijn, bevat zijn complete oeuvre een herkenbare persoonlijke stijl bestaande uit expressieve melodieën (vaak gekenmerkt door pentatonische reeksen en blue-notes), levendige gesyncopeerde ritmes, rijke en gedurfde akkoordreeksen, scherp omlijnde structuren met opvallende klankkleuren en een vorm die altijd uitloopt op een climax.
Ten slotte streefde Gershwin er constant naar om in al zijn werken het optimistische Amerikaanse leven weer te geven om, zoals hij het uitdrukte, een 'stem' te geven aan de 'geest' en de 'ziel' van het Amerikaanse volk, op manieren die toegankelijk zijn voor de doorsnee luisteraar. In een statement dat hij maakte naar aanleiding van de Rhapsody in Blue, komt duidelijk naar voren wat hij bedoelde: "Ik hoorde het als een soort van muzikale caleidoscoop van Amerika – van onze enorme smeltkroes, van onze ongedupliceerde nationale pit, van onze blues, onze grootstedelijke waanzin." Met smeltkroes bedoelt Gershwin de grote etnische verscheidenheid in het Manhattan van zijn jeugd die in zijn muziek weer tot uiting komt door de grote verscheidenheid van stijlen. Met pit bedoelt hij de Amerikaanse bereidheid om hard en snel te willen werken, wat weer in zijn muziek te horen is door de ritmische structuren, de syncopes en de dynamische akkoord progressie. Gershwin zei eens: "Ik zou willen dat mijn composities zo energiek zijn dat ik wettelijk verplicht zou zijn om kalmerende middelen af te geven bij elke verkochte partituur."
Blues staat voor droefheid en eenzaamheid, maar bij Gershwin is het op een ironische manier zoals in An American in Paris en The Half of It, Dearie, Blues. Hij doet dat met 'blue-notes', dalende intervallen, chromatische tegenthema's en plotselinge modulaties naar mineur toonsoorten. Maar zijn humor komt het best tot uiting in samenhang met het woord. Gershwin heeft altijd uitstekende tekstdichters gehad: Irving Caesar, Buddy DeSylva, DuBose Heyward, maar bovenal zijn eigen broer, Ira, die de humor van zijn muziek als geen ander wist te benadrukken. Zijn muziek, met al zijn krachtige emoties en nieuwe ideeën, bewees door zijn universele aantrekkingskracht een groot publiek te kunnen bereiken.

## Persoonlijk leven

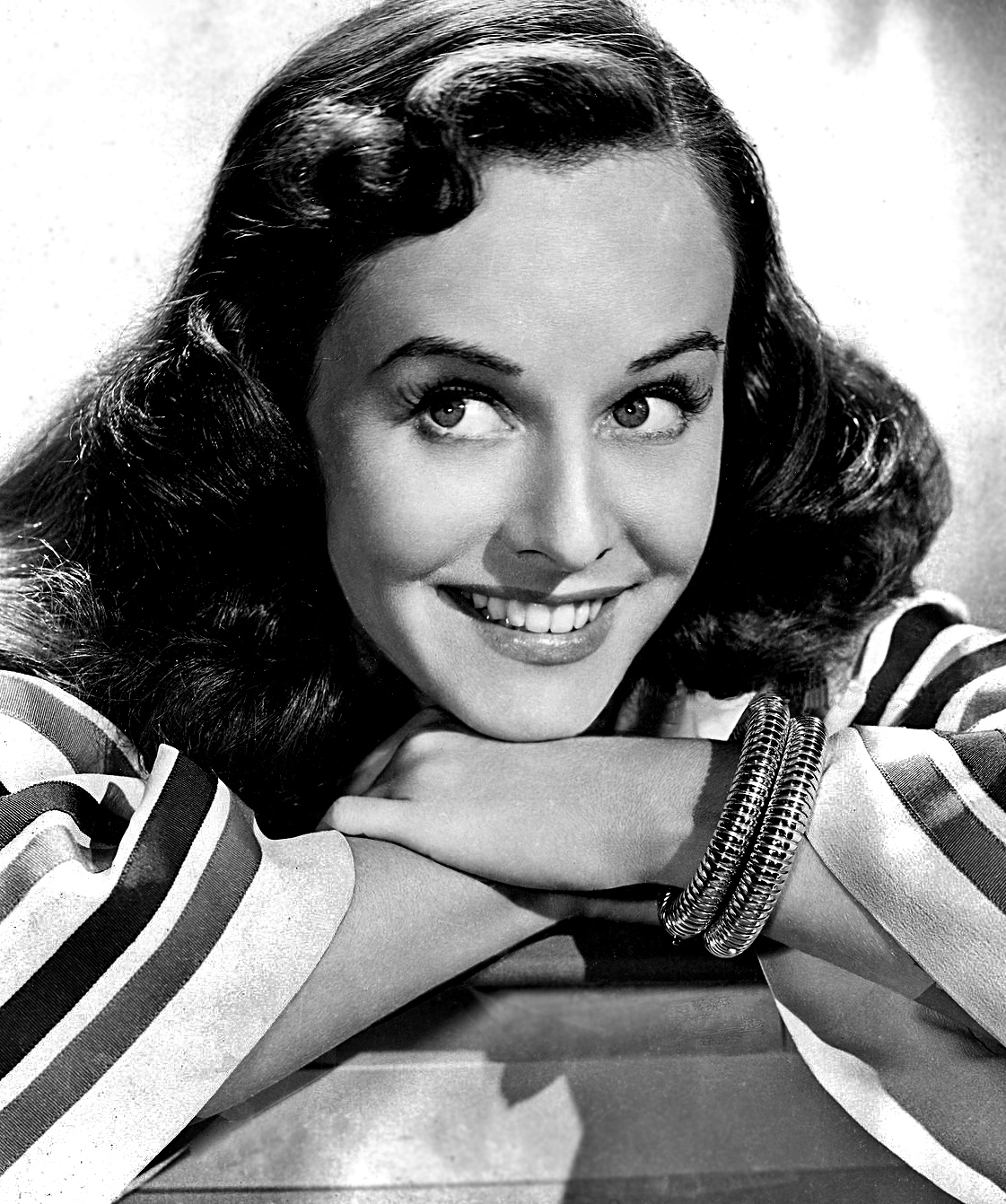
Paulette Goddard in 1937

Gershwin was attent en genereus, ietwat in zichzelf gekeerd, tactvol, artistiek gezien avontuurlijk en ruimdenkend, een beetje verlegen en gereserveerd, maar zeer geanimeerd en buitengewoon beminnelijk. Hij werd alom gerespecteerd, niet alleen door een groot internationaal publiek, maar ook door talrijke collega's, onder wie enkele van de meest vooraanstaande componisten van zijn tijd. Gershwin was een harde werker: naast zijn concertante werken en zijn activiteiten als pianist en dirigent schreef hij in 25 jaar tijd meer dan 500 liedjes (zie de oeuvrelijst). Gershwin was ook een uitstekend danser. Moeiteloos kon hij de ingewikkelde danspassen van Fred Astaire, Marilyn Miller en Jack Donahue tijdens repetities nadoen.
Gershwin is nooit getrouwd geweest en heeft ook nooit een vaste relatie gehad. Hij had wel een hele schare van vrienden en vriendinnen om zich heen. Als hij op vakantie ging, reisden er altijd een paar vrienden mee. Als hij uitgenodigd werd voor een concert of voorstelling, ging hij altijd met een vriend of vriendin. Ondanks zijn vele vrienden en zijn druk societyleven voelde Gershwin zich in Beverly Hills enorm eenzaam. Voor het eerst bevredigden roem en succes hem niet meer. Hij sprak constant op een bijna wanhopige manier over trouwen, terwijl hij met niemand een vaste relatie had. Op een keer schreef hij brieven aan enkele van zijn vroegere vriendinnen, waarin hij hen uitnodigde naar Californië te komen. Toen er niemand kwam opdagen, voelde hij zich nog eenzamer.
David Ewen schrijft in zijn biografie His Journey to Greatness uit 1970 over Gershwins relaties het volgende: "Begin 1937 had hij het gevoel verliefd te zijn op Paulette Goddard, die met Charlie Chaplin getrouwd was. Hij voelde zich sterk tot haar aangetrokken toen hij haar tegenkwam op een galaparty in Hollywood en hij was er direct van overtuigd dat zij z'n toekomstige vrouw moest worden, ook al was ze met een ander getrouwd. Iedereen probeerde het uit zijn hoofd te praten, maar dat haalde niets uit. Toen zij, na een gesprek, hem duidelijk maakte dat ze geenszins van plan was Chaplin te verlaten, schokte hem dat heel erg."
Zodra het bericht kwam dat zijn beste vriend, Bill Daly (aan wie hij zijn Preludes for piano had opgedragen), plotseling op 49-jarige leeftijd was overleden, in december 1936, raakte hij helemaal in de put. Hij voelde zich eenzaam en verlaten en kreeg last van allerlei lichamelijke ongemakken. Zijn vroegere geest- en werkdrift verdwenen langzaam. Een paar maanden voor zijn dood vroeg hij aan zijn vriend Alexander Steinert: "Ik ben achtendertig, rijk, beroemd, maar diep ongelukkig. Waarom?" Zijn artsen wisten niet wat het was en beweerden dat het een zenuwinzinking was van voorbijgaande aard.

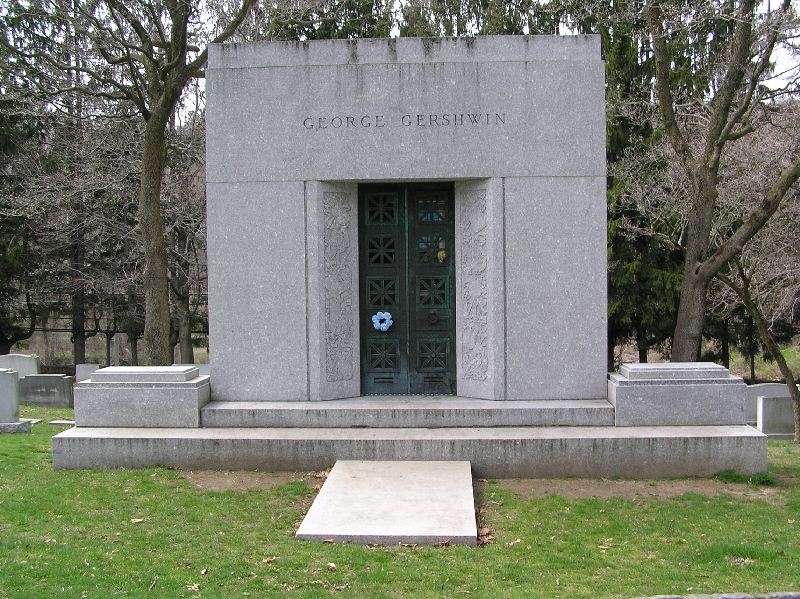
Mausoleum van de familie Gershwin in Hastings-on-Hudson, Westchester County, New York

De eerste symptomen van een ernstige hersentumor openbaarden zich in februari 1937 tijdens een repetitie met de Los Angeles Philharmonic. Terwijl hij fragmenten uit Porgy and Bess dirigeerde, wankelde hij opeens op zijn benen. Zijn assistent Paul Mueller dacht dat hij ging vallen en stoof het podium op. Maar het was alweer over en Gershwin verzekerde hem dat er niets aan de hand was. De repetitie ging door en het voorval werd vergeten. Maar die avond, tijdens een uitvoering van het Concerto in F, had hij een black-out en haperde zijn spel; later zei hij  dat hij brandend rubber had geroken. De artsen konden niets vinden en Gershwin nam zich voor er niet meer aan te denken. Toch herhaalde zich dit een paar keer en omstreeks juni begon hij over hevige hoofdpijn te klagen, hij werd prikkelbaar en erg nerveus. Eind juni, toen de hoofdpijnen erger werden en aanbleven, werd Gershwin opgenomen in het Cedars of Lebanon Hospital in Los Angeles. Zijn coördinatie verminderde, hij kon geen glas meer recht houden. Pianospelen ging niet meer. Uiteindelijk functioneerde niets meer. Tien juli werd George Gershwin naar de operatiekamer gebracht. Vier artsen verwijderden een grote tumor uit zijn hoofd. De ingreep duurde bijna vier uur. Gershwin is niet meer bij kennis gekomen en stierf een paar uur later, op 11 juli 1937, om 10.35 uur in de ochtend op 38-jarige leeftijd. Hij ligt begraven op Westchester Hills Cemetery, New York.

## Beeldend kunstenaar

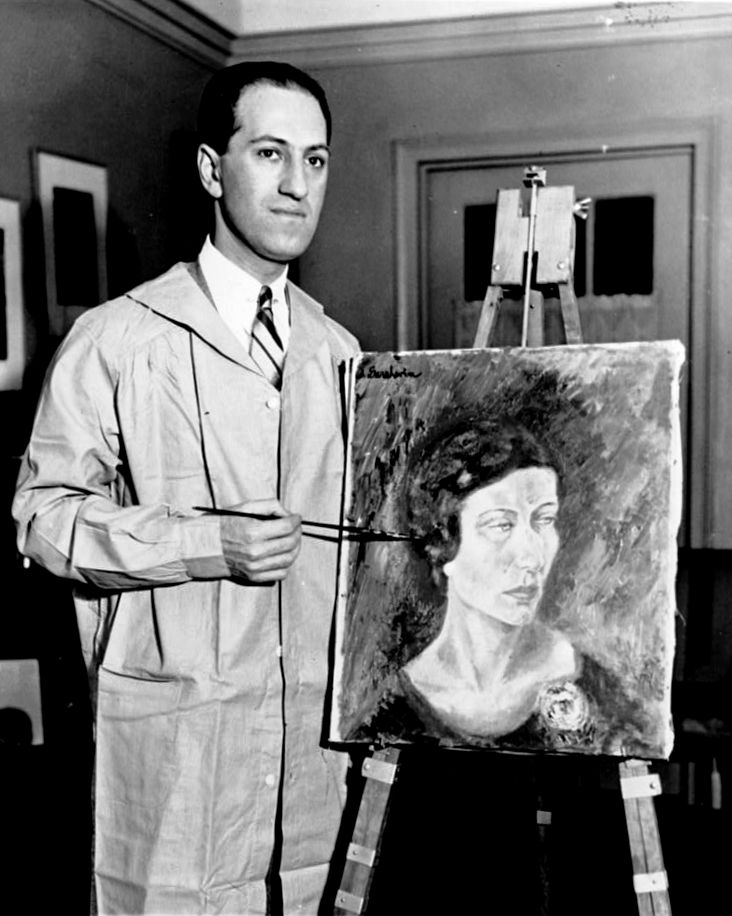
Gershwin met zijn eerste olieverf schilderij, New York. 1931

Onder invloed van zijn broer Ira en vooral van zijn neef Henry Botkin, die hem ook technisch onderricht gaf, ging Gershwin zich bezig houden met schilderen en tekenen. Hij besteedde er veel tijd aan en had er plezier in. Hij beoefende de (beeldende) kunst net als zijn muziek met veel passie. Hij had ook het gevoel dat ze nauw met elkaar verbonden waren. Florenz Ziegfeld kwam wel eens op bezoek bij de Gershwins en zag dat ze beiden heel druk waren met het schilderen van portretten, zowel Ira als George. Gershwin was een bewonderaar van de impressionisten, met name van Paul Cézanne, van wie hij een schilderij in bezit had. In amper zes jaar tijd bouwde Gershwin een collectie hedendaagse kunst op. Hij verdiepte zich erin, bezocht galerieën en kocht kunst die hij mooi vond. Zijn neef Botkin adviseerde hem daarin. Als Botkin iets zag waarvan hij dacht dat zijn neef George er wel in geïnteresseerd zou zijn, stuurde hij er een foto van op met een beschrijving. Gershwin besloot dan of hij het wilde hebben of niet. De collectie van Gershwin omvatte meer dan honderd werken waaronder de inmiddels beroemd geworden buste van hemzelf van Noguchi, De absinth drinker van Picasso en werken van verschillende Amerikaanse kunstenaars. Schilderijen waren in zijn ogen geen ornamenten of wandversiering en intellectueel snobisme kende hij niet. Namen verzamelde hij niet, maar doeken. Voor nog geen vijftigduizend dollar kocht Gershwin werken van Chagall, Derain, Gauguin, Kandinsky, Léger, Masson, Modigliani, Picasso, Rouault, Rousseau, Siqueiros, Utrillo, Weber en vele anderen.

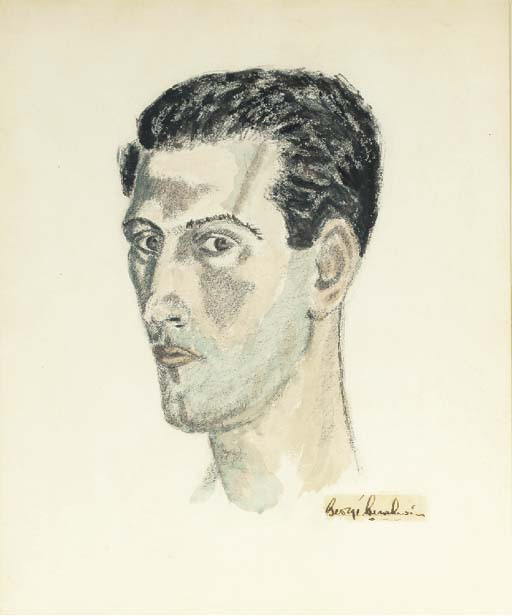
George Gershwin, Zelfportret 1930. Houtskool en aquarel op papier.

Hij bleef zelf ook schilderen en voerde, net als in zijn muziek, een volstrekt eigen koers. In de acht korte jaren dat hij schilderde, tekende en aquarelleerde, gaf hij blijk van een toenemende tekenvaardigheid en beheersing van het palet. Gershwin heeft zich vooral onderscheiden in de portretkunst. De laatste portretten die hij maakte, zijn die van Jerome Kern, een bekende musicalcomponist uit die tijd, en Arnold Schönberg. De intense, dynamische impulsen van zijn muziek werden het overheersende element in zijn schilderkunst. In dit opzicht sprak het werk van Georges Rouault hem erg aan, vooral de levendigheid en de sfeer die het uitstraalde. In zijn schilderwerken en met name zijn portretten streefde hij naar de exacte omlijning die bepalend was voor de vorm en hield zich voortdurend bezig met compositie en kleur. Hij probeerde in zijn schilderijen dezelfde warmte, bezieling en kracht te geven, zoals die ook in zijn muziek is te vinden. In zijn Zelfportret met geruite trui uit 1936 construeerde hij zijn vormen door de verf in lagen op te brengen; het resultaat is een uiterst dramatisch schilderij met een grote emotionele zeggingskracht, warm en levendig. Het portret van Schönberg is een dynamisch expressief schilderij waarin hij de persoonlijkheid van de geportretteerde zo goed mogelijk probeert weer te geven. Tegen zijn neef Botkin zei hij eens: "Ik val op dissonanten, het voor de hand liggende verveelt me. De nieuwe muziek en de nieuwe schilderkunst lijken op elkaar qua ritme, ze hebben een sombere zeggingskracht en een grote gevoeligheid gemeen." Sommige werken van Gershwin hebben diepe, volle kleuren zoals het portret van Jerome Kern, andere, zoals het portret van zijn grootvader, weer iets folklore-achtigs. De laatste zeven jaar van zijn leven besteedde Gershwin net zo veel tijd aan schilderen als aan componeren en musiceren. Als hij op reis was, schilderde en schetste hij en altijd zaten zijn schetsboek en zijn ezel in zijn bagage. Hij had zelfs plannen om zich helemaal te gaan focussen op de schilderkunst en had - samen met Botkin - een reis uitgestippeld naar Palestina en het Midden-Oosten om daar te gaan schilderen.
Frank Crowningsfield (1872-1947), hoofdredacteur van het maandblad Vanity Fair en een van de oprichters van het Museum of Modern Art in New York, schreef in de catalogus voor een postume expositie van schilderijen en tekeningen van Gershwin in de Marie Harriman Gallery van 18 december 1937 tot 4 januari 1938, het volgende: 

Wat ongetwijfeld zijn beste werk blijft, is in de laatste drie jaar van zijn leven tot stand gekomen. We hoeven maar te kijken naar de portretten van Schönberg en Kern en de beide zelfportretten, en die te vergelijken met zijn eerste portretten om te beseffen hoe opmerkelijk zijn vorderingen waren, niet alleen technisch maar ook gevoelsmatig.

 Gershwin heeft in totaal meer dan 100 tekeningen en aquarellen gemaakt. Zijn bekendste olieverfschilderijen zijn de portretten van hemzelf, zijn vader, zijn moeder, zijn grootvader, zijn grootmoeder (1930/1931), een meisje ("a Negro Girl"), Emily Paley, DuBose Heyward, Jerome Kern en Arnold Schönberg (zijn laatste schilderij). Verder heeft hij ontelbare kronkels en spinsels op scenario's, telefoonboeken, libretto's en foto's getekend.

## Belangrijkste werken

### Concertante werken
- Rhapsody in Blue (1924)
- Concerto in F (1925)
- Preludes for Piano (1926)
- An American in Paris (1928)
- Of Thee I Sing (1931)
- Second Rhapsody (1931)
- Cuban Overture (1932)
- Variaties op "I Got Rhythm" (1934)
- Porgy and Bess (1935) met daarin het nummer/aria Summertime

### Broadwaymusicals
- La, La, Lucille (1919)
- George White's Scandals of 1922 (1922)
- Lady, Be Good! (1924)
- Tell Me More (1925)
- Song of the Flame (1925)
- Tip-Toes (1925)
- Oh, Kay! (1926)
- Funny Face (1927)
- Rosalie (1928)
- Treasure Girl (1928)
- Show Girl (1929)
- Strike Up the Band (1929)
- Girl Crazy (1930)
- Of Thee I Sing (1931)
- Pardon My English (1933)
- Let 'Em Eat Cake (1933)

### Hollywoodmusicals
- Delicious (1931)
- Shall We Dance (1937)
- A Damsel in Distress (1937)
- The Goldwyn Follies (1938)
- The Shocking Miss Pilgrim (1947)

### NPO Radio 2 Top 2000
| Nummer met noteringen in de NPO Radio 2 Top 2000 | '99 | '00  | '01  | '02-'03 | '04  | '05  |
| ------------------------------------------------ | --- | ---- | ---- | ------- | ---- | ---- |
| Rhapsody in Blue                                 | 599 | 1042 | 1667 | -       | 1997 | 1868 |

1. ↑  Een '-' betekent dat het nummer niet was genoteerd en een vetgedrukt getal geeft de hoogste notering aan.
2. ↑  Deze tabel is bijgewerkt tot en met de meest recente editie (2024).

## Opnamen

### Pianorollen
Gershwin heeft verschillende opnamen van zijn muziek gemaakt. Van 1916 tot en met 1924 speelde hij liedjes van hemzelf in op pianorollen en de Rhapsody in Blue, in twee gedeeltes. In 1920 nam Gershwin als lid van het Vernon Trio – George op piano, Bert Ralton op altsax en Eddie King op banjo – twee liedjes op. De opname is echter nooit uitgebracht. Ook latere opnamen met het trio en met het Van Eps Trio waar Gershwin ook in speelde, zijn nooit uitgebracht. De maatschappij zag er het nut niet van in. In 1925 heeft Gershwin de complete Rhapsody opgenomen. In 1973 werd deze opname uitgebracht op een lp.

### Radio
De eerste keer dat Gershwin op de radio was te beluisteren, was op 14 december 1926 in het programma NBC Everready Hour. Op 8 december 1929 trad hij op in een uur durend programma rond zijn muziek. Hij speelde in dat programma de Rhapsody in Blue en verschillende van zijn eigen liedjes. Verdere gastoptredens had Gershwin in 1931 in Walter Damrosch's Music Appreciation Hour, waar hij het tweede deel van zijn Concerto in F speelde en in 1932 en 1933 een paar keer in de radioshow van Rudy Vallée.
Vanaf 19 februari 1934 was hij twee keer in de week te horen met een eigen radioshow, Music by Gershwin, op maandag- en vrijdagavond van half acht tot kwart voor acht. Het programma liep tot juni toen Gershwin naar Charleston vertrok om te werken aan de Porgy and Bess. Een tweede serie programma's Music by Gershwin begon 30 september 1934 en werd uitgezonden op de zondagavond van zes tot half zeven. In de Gershwin Archieven worden geen opnamen van deze uitzendingen bewaard. De laatste keer dat Gershwin live op de radio te horen was, was tijdens een uitzending van het concert op 9 juli 1936 dat gehouden werd in het Lewisohn Stadium, waar hij de Rhapsody in Blue en het Concerto in F speelde onder leiding van Alexander Smallens.

### Studio
In de studio heeft Gershwin verschillende opnamen gemaakt. Veel van deze opnamen zijn reeds in de jaren 60 en 70 uitgebracht op lp en vervolgens op cd. De, historisch gezien, belangrijkste opnamen zijn:
Rhapsody in BlueOpgenomen op 10 oktober 1924 met het Paul Whiteman Orchestra (met een flinke coupure). Opgenomen op 24 april 1927 met het Paul Whiteman Orkest onder leiding van Nathanial Shillkret (met enkele coupures om het op een enkele 78 toerenplaat te krijgen).
Three Piano PreludesOpgenomen in Londen op 8 juni 1928.
Andante (uit Rhapsody in Blue)Opgenomen in London op 8 juni 1928, pianosolo.
An American in ParisOpgenomen op 4 februari 1929 met het Victor Symphony Orchestra onder leiding van Nathaniel Shilkret (Gershwin piano en celesta).
Concerto in F (derde deel in een arrangement van Eliot Jacobi)Uitgezonden in de radioshow van Rudy Vallée op 9 november 1933.
Concerto in F (tweede deel vanaf maat 127 tot het eind)Uitgezonden in 1935. Dirigent en ensemble onbekend.
Concerto in F (derde deel met coupure)Uitgezonden in 1934 met Louis Katzman en het WJZ Studio Orkest.
"I Got Rhythm" Variations (met een paar kleine coupures)Uitgezonden in 1934 met Louis Katzman en het WJZ Studio Orkest.
Medley van I Got Rhythm en Of Thee I SingUitgezonden in de Rudy Vallée Show op 9 november 1933 met koor en orkest en Gershwin aan de piano.
Verschillende liedjesOpgenomen in Londen en New York in 1926 en 1929.
De opnamen zijn uitgebracht op onder andere:
- The Two Sides of George Gershwin, Halcyon Compact Discs DHDL 101
- George Gershwin Plays George Gershwin, Pearl Records GEMM CDS 9483

Op de cd Gershwin Performs Gershwin van Decca, Limelight 820 842-2 staan de volgende historische opnamen met Gershwin als pianist en dirigent:
- twee complete radioprogramma's van Gershwins eigen show Music by Gershwin, de uitzending van 19 februari 1934 en die van 30 april 1934,
- het radioprogramma Rudy Vallées Fleischmann Hour, waar Gershwin als speciale gast optreedt,
- repetitie van Second Rhapsody op 26 juni 1931 met Gershwin als pianist en dirigent met een gehuurd orkest,
- een paar fragmenten van een repetitie van de originele cast van Porgy and Bess op 19 juli 1935 met o.a. Summertime, A Woman Is a Sometime Thing, My Man's Gone Now en Bess, You Is My Woman Now. Onder leiding van Alexander Smallens en Gershwin aanwezig in de zaal als toehoorder.